# Ісупово (Гагинський район)
Ісупово (рос. Исупово) — село в Гагинському районі Нижньогородської області Російської Федерації.
Населення становить 356 осіб. Входить до складу муніципального утворення Покровська сільрада.

## Історія
Від 2009 року входить до складу муніципального утворення Покровська сільрада.

## Населення
| 2002 | 2010 |
| ---- | ---- |
| 400  | ↘356 |